# Enigma (stroj)
Enigma je ime porodice njemačkih strojeva iz prve polovice dvadesetog stoljeća, ponajviše Drugoga svjetskog rata, koji su se rabili za šifriranje i dešifriranje poruka za poslovne, vojne i diplomatske svrhe. 

## Povijest
Stroj Enigma izumio je njemački inženjer elektrotehnike Arthur Scherbius
 na kraju Prvog svjetskog rata. Taj je podatak bio nepoznat sve do 2003. godine kada je pronađen rad Karla de Leeuwa koji detaljno opisuje Scherbiusove promjene. Njemačka tvrtka Scherbius & Ritter, kojoj je suosnivač Scherbius, patentira stroj za šifriranje 1918. godine kada ga je počela plasirati kao gotov proizvod pod robnom markom Enigma 1923., a koji je u početku bio usmjeren na komercijalna tržišta. Naziv je navodno dobio prema skladbi  Enigma Variations (1898. – 1899.) engleskog skladatelja Edwarda Elgara, što je od početka bilo predmetom rasprave među povjesničarima.
 Rani modeli stroja su se komercijalno koristili od ranih 1920-ih, a usvojile su ih vojne i vladine službe nekoliko zemalja, dok je usavršene inačice ponajviše koristila nacistička Njemačka prije i tijekom II. svjetskog rata. 

## Karakteristike
Enigma je elektromehanički stroj za kodiranje 26 slova abecede koji je radio na principu spojenih rotora i razvodne ploče. Izgledala je kao oveći pisaći stroj. Mehanizam rotora mijenjao je električne veze između tipaka i svjetiljki iznad tipkovnice pri svakom pritisku tipke. Prvi primjerci Enigme su se pojavili u 1920-im godinama kao stroj za šifriranje poslovnih poruka koje su se prenosile preko telegrafa. Nedugo poslije Enigma je našla primjenu u njemačkoj vojsci i diplomaciji, a izbijanjem Drugog svjetskog rata postala standardna oprema svih vojnih jedinica za vezu.

## Način kodiranja
U tipičnoj upotrebi, jedna osoba bi unosila tekst na tipkovnici Enigme dok bi druga zapisivala koja je od 26 lampica iznad tipkovnice zasvijetlila pri pritisku tipke. Kada se unosio običan tekst, svjetla su pokazivala kodirani tekst. Unosom šifriranog teksta dobivao se čitljiv tekst. Sigurnost sustava ovisila je o skupu postavki stroja koje su se svakodnevno mijenjale na temelju unaprijed distribuiranih popisa tajnih ključeva te o drugim postavkama koje su mijenjane za svaku poruku. Za uspješno dešifriranje poruke, prijemna postaja morala je znati točne postavke koje je koristila odašiljačka stanica.
Iako je Njemačka tijekom godina uvela niz poboljšanja u Enigmu, a ovi su na različit način usporavali napore za dešifriranje, to u konačnici nije spriječilo Veliku Britaniju i njezine saveznike da koriste poruke kodirane Enigmom kao glavni izvor obavještajnih podataka. 
Međutim, kôd Enigme prvi su razbili Poljaci pod vodstvom matematičara Mariana Rejewskog, ranih 1930-ih. Godine 1939., s rastućom vjerojatnošću njemačke invazije na Veliku Britaniju, Poljaci su svoje podatke predali Britancima, koji su pod vodstvom matematičara Alana M. Turinga osnovali tajnu skupinu za razbijanje šifri poznatu kao Ultra. Budući da su Nijemci svoj uređaj za šifriranje podijelili s Japancima, Ultra je također pridonijela pobjedama saveznika u bitkama na Pacifiku.

## Vanjske poveznice
- Povijest Enigme (Enigma History) (engleski). cryptomuseum.com. Pristupljeno 19. studenoga 2020.
- Enigma Cipher Machine (engleski). cryptomuseum.com. Pristupljeno 19. studenoga 2020.